# Lý Hà Quân
Lý Hà Quân (Tiếng Trung giản thể 李河君) (sinh năm 1967) là một tỉ phú, doanh nhân người Trung Quốc, chủ tịch của tập đoàn Hanergy, một đơn vị kinh doanh trong lĩnh vực năng lượng tái tạo.

## Cuộc sống ban đầu
Ông sinh ra tại Hà Nguyên, tỉnh Quảng Đông.

## Tài chính
Theo tạp chí Forbes, Lý Hà Quân đã có tài sản ròng lên tới 32,7 tỷ USD vào tháng 4 năm 2015. Báo cáo tháng 2 năm 2015, ông là người giàu nhất Trung Quốc, thứ 28 thế giới với tài sản ròng là 26 tỷ USD.
Ông nắm giữ 80,79% cổ phần của Hanergy. Tuy nhiên, cú sốc lớn trên thị trường chứng khoán Trung Quốc nói riêng và thế giới nói chung khi ngày 20 tháng 5 năm 2015, người giàu nhất Trung Quốc đã "đánh rơi" mất 14 tỷ USD khi cổ phiếu của Hanergy rớt giá tới 47% trên sàn giao dịch chứng khoán Hồng Kông chỉ trong nửa giờ trước khi thị trường đóng cửa. Tại đại hội cổ đông Hanergy ngày hôm đó, Lý Hà Quân cũng vắng mặt. Tuy nhiên, sau đó nhiều thông tin tiết lộ rằng, ông đã bán khống cổ phần của mình vào ngày 18 tháng 5. Nhưng ông cũng đã phủ nhận việc đầu tư mang tính đầu cơ vào Hanergy.